# Dangin Puri Kaja
Dangin Puri Kaja is een bestuurslaag in het regentschap Denpasar van de provincie Bali, Indonesië. Dangin Puri Kaja telt 13.824 inwoners (volkstelling 2010).